# Karel Stuart, vévoda z Cambridge (1660)
Karel Stuart (22. října 1660 – 5. května 1661) byl první ze čtyř synů a osmi dětí, které vzešli z manželství mezi králem Jakuba II. Stuarta (v té době ještě vévoda z Yorku) a jeho první manželky, Anny Hydeové. Měl mu náležet titul vévody z Cambridge, avšak zemřel do roka od svého narození a titul mu tak nebyl nikdy formálně přidělen.
Karel byl počat sedm měsíců před oficiálním sňatkem jeho rodičů a kdyby se královna Henrietta Marie, matka Jakuba II., nezastala u královských rádců, byl by nejspíš prohlášen za nelegitimního. Král Karel II., starší bratr Jakuba, zorganizoval sňatek co nejrychleji a svatba se tak konala 3. září 1660 v Londýně, měsíc před Karlovým narozením.
Karel se narodil 22. října 1660 a byl pokřtěn 1. ledna 1661. Nedožil se však ani svých prvních narozenin, nakazil se a podlehl neštovicím dne 5. května 1661. Byl pohřben ve Westminster Abbey den po svém úmrtí. Tři z jeho mladších bratrů rovněž nepřežilo dětství a tak titul vévody z Cambridge přecházel z jednoho na druhého - Jakuba, Edgara a Karla.